# Dasyhesma spicata
Dasyhesma spicata är en biart som beskrevs av Exley 2004. Dasyhesma spicata ingår i släktet Dasyhesma och familjen korttungebin. Inga underarter finns listade i Catalogue of Life.